# Cathédrale de Pordenone
La cathédrale de Pordenone ou cocathédrale Saint-Marc-Évangéliste (en italien : concattedrale di San Marco Evangelista ou duomo di Pordenone), est la principale église de la ville de Pordenone, et la cocathédrale du diocèse de Concordia-Pordenone.  

## Histoire

### Origines

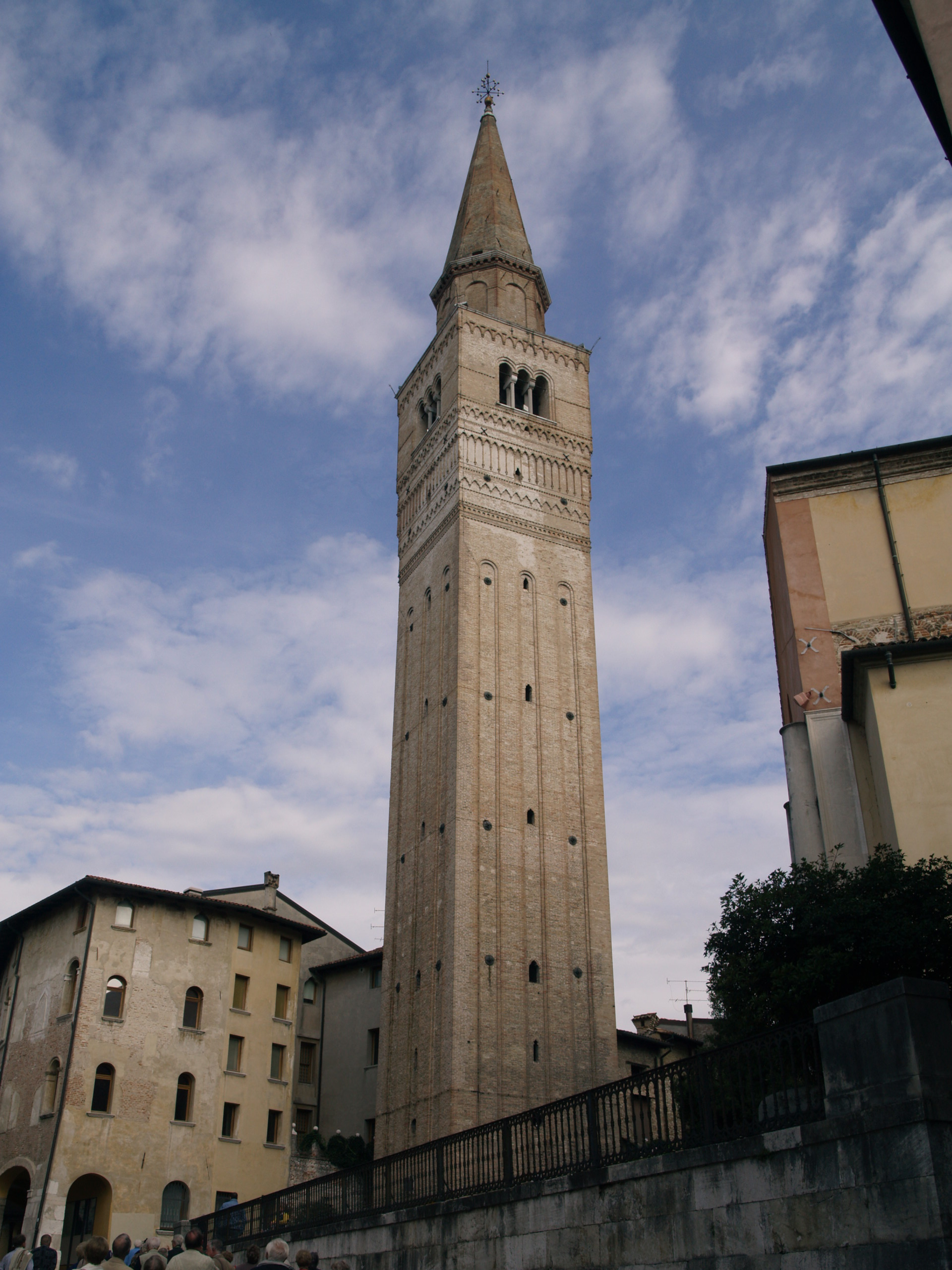
Campanile.

La communauté chrétienne locale dépend à l'origine de l'église paroissiale des Saints-Hilaire-et-Tacien (it) dans l'actuel hameau de Torre probablement fondée par Aquilée. De plus, le nom de saint Marc fait également référence au lien avec le premier évangélisateur traditionnel d'Aquilée. Pour des raisons politiques et à la suite de l'enterrement progressif du Noncello, Pordenone prend progressivement une importance croissante au détriment de Torre, dont en 1278, le détachement de l’église principale, avec l’élévation de l’église Saint-Marc en paroissiale, est déterminant.
L'édifice actuel est construit à partir de la seconde moitié du XIIIe siècle en style romano-gothique sur les vestiges d'une construction antérieure. La partie qui est restée la plus fidèle à l'original est visible dans l'abside du XIVe siècle, dans la lanterne et dans le clocher, achevés en 1347 en style romano-gothique, même si la flèche est du XVIIe siècle, portant ainsi la hauteur totale à 79,47 mètres. Le haut clocher romano-gothique est en briques apparentes, avec d'élégantes fenêtres à trois ouvertures et des arcs suspendus en terre cuite.

### Restaurations
Les premières interventions de restauration sont réalisées en 1938 et conduisent à la découverte des deux figures de saints attribuées à Pordenone sur le pilier droit de la croix ; plus tard, les fresques du XVe siècle sont retrouvées dans la chapelle des saints Pierre et Paul (1939) et la fresque de la Résurrection dans la sacristie (1941). Le premier projet de restauration globale de l'ensemble de la cathédrale commence en 1956 et est réalisé en plusieurs étapes, notamment en démolissant certains bâtiments environnants, afin de redonner à l'édifice l'aspect qu'il avait au moment des agrandissements du XVIIIe siècle. À l'intérieur, le décor de la coupole du transept est mis au jour.
Entre 1965 et 1975, le sol est restauré sous lequel sont retrouvées des pierres tombales, désormais installées à l'extérieur de la cathédrale. La toiture de la nef est restaurée selon les schémas de construction d'origine ainsi que les fresques. Certaines fresques datant du XIVe – XVe siècle, cachées sous le plâtre de la nef, sont redécouvertes ; elles sont détachées et placées sur les murs intérieurs, seule la scène la mieux conservée est laissée à sa place.
Peu de temps après, le séisme du 6 mai 1976 au Frioul provoque des dégâts considérables : il faut consolider les murs porteurs, reconstruire le plancher intérieur et le toit de la nef.
La dernière restauration est réalisée en 1997 avec le renforcement de la structure murale par des tirants en acier ; la façade est aussi aménagée.
Lors des dernières restaurations, la partie d'une fresque avec une inscription de 1412, la plus ancienne à ce jour dans la cathédrale, est mise au jour sous le plâtre derrière le maître-autel.

### Histoire récente
Le 26 octobre 1974, la cathédrale est élevée à la dignité de cocathédrale du diocèse de Concordia-Pordenone, par décret de la Congrégation pour les évêques, à la suite du transfert du siège épiscopal de Portogruaro à Pordenone.  
L'année du Jubilé de la Miséricorde, le 13 décembre 2015, a lieu la cérémonie solennelle d'ouverture de la Porte Sainte de la cathédrale Saint-Marc, la première dans le diocèse de Concordia-Pordenone. La Porte Sainte est ouverte par Mgr Giuseppe Pellegrini et par cinq représentants des catégories sociales défavorisées (un représentant des prisonniers, une mère avec son enfant qui vit dans une institution diocésaine visant à accueillir et à prendre soin des femmes mères en famille économiquement en difficulté, un demandeur d'asile pakistanais, une femme âgée, une personne handicapée).

## Campanile
Le clocher romano-gothique est le symbole de la ville. Il est commencé en 1291, en remplacement d'un précédente probablement située dans la chapelle à gauche de la cathédrale, et achevé en 1347 jusqu'au niveau supérieur du beffroi. L'utilisation presque exclusive de la brique est une intention programmatique précise dans la reconstruction après l'incendie de 1318, commune à de nombreux édifices du Frioul occidental et de la Vénétie.
Jusqu'en 1544, une pièce au rez-de-chaussée est utilisée comme prison. Le campanile est endommagé à plusieurs reprises par des tremblements de terre (notamment par ceux de 1348 et 1976) et par la foudre. En 1820, ordre est donné de le démolir pour des raisons de sécurité, heureusement jamais exécuté. En 1862, un bandage de fer est effectué et en 1888, il est entièrement rénové. D'autres travaux de consolidation sont nécessaires après le tremblement de terre de 1976. 
Le beffroi abrite six cloches, dont une, la plus petite, de 1627, fondue par les frères Fadiis et les 5 autres fondues par la fonderie De Poli à Vittorio Veneto en 1991, date de la dernière rénovation, bénis par Jean-Paul II à l'occasion de sa visite au diocèse l'année suivante. La visite du souverain pontife est rappelée par un bas-relief en bronze du sculpteur Fiorenzo Bacci, conservé à l'intérieur de l'édifice.

## Façade

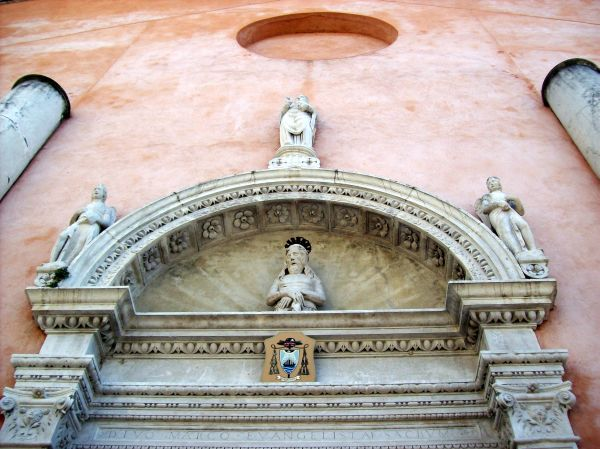
Détail du portail du Duomo.

La façade se présente sous les traits du projet inachevé du XIXe siècle de Francesco Lazzari (1791-1871). Le portail a été conçu par Giovanni Antonio Pilacorte en 1511. Une représentation du Christ passant figure sur la lunette, les Signes du zodiaque sur les jambages et des scènes de la Création sur l'architrave et sur les socles. Au XIXe siècle, comme le raconte dans ses écrits Vendramino Candiani, amateur d'études historiques et artistiques locales, il était encore possible d'observer les traces des fresques qui ornaient la façade de Gasparo Narvesa, commandées par le Conseil de Pordenone le 21 avril 1593.
L'espace devant l'église était autrefois utilisé comme lieu de sépulture. Sur la gauche de la cathédrale, le contour de l'ancienne chapelle, démolie en 1895 et dédiée à saint Antoine abbé, est encore visible.

## Intérieur

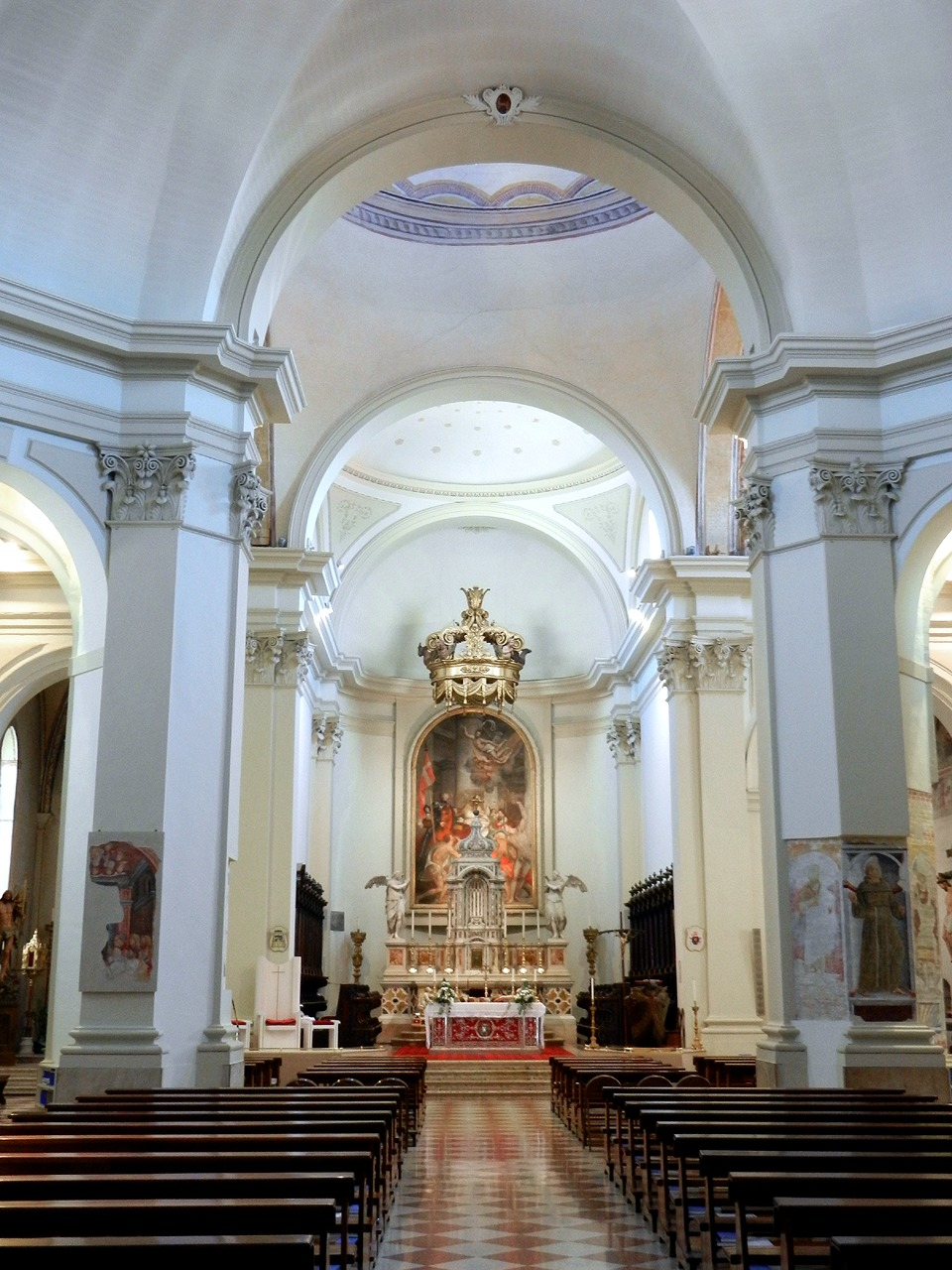
Chœur.

L'intérieur a une seule nef ; la création des chapelles latérales (trois de chaque côté) remonte au XVIe siècle, tandis qu'au cours du XVIIIe siècle d'autres agrandissements ont modifié l'aspect général, comme l'élévation de la nef et l'adaptation décorative au goût du temps. Le projet a été confié à l'architecte italien naturalisé suisse Domenico Rossi qui a également travaillé à la cathédrale d'Udine, la ville voisine. Certains historiens de l'architecture pensent qu'une certaine ressemblance peut être trouvée avec l'intérieur de l'église Santa Maria Assunta de Venise, plus connue sous le nom de Chiesa dei Gesuiti (église des Jésuites).
Les autels en marbre sont tous l'œuvre de l'artiste du XVIIIe siècle Giovanni Battista Bettini de Portogruaro, à l'exception de l'autel des Carmes dans la deuxième chapelle latérale à droite qui date de 1732 et est l'œuvre de l'atelier de Marino Groppelli, et l'autel de saint Vincent Ferrier dans la première chapelle latérale à gauche qui date de 1739-1742, un ouvrage de Agostino et Lorenzo Canziani. Le maître-autel, l'orgue et quelques autels en marbre des chapelles latérales proviennent de l'ancienne église municipale du Rosaire, démolie en 1812.
En 1859, le sol est surélevé et redessiné, tandis qu'entre 1878 et 1883, des interventions au plafond détruisent la fresque de Venier de 1722 avec des Histoires de saint Marc ; les corniches et pilastres néoclassiques sont installés. En 1897, l'escalier extérieur est construit à l'occasion de l'abaissement du niveau de la rue.
Sur la voûte, une fresque de 2000 d'Antonio Boatto, représente La Trinité de l'Évangile selon Marc.
En 2014, les nouvelles fenêtres conçues par le maître Albano Poli sont inaugurées. Différentes les unes des autres, elles offrent la possibilité à ceux qui entrent dans la cathédrale de percevoir la grande luminosité qui met en valeur les œuvres d'art, résultat d'une longue étude de la lumière, captée à différents moments de la journée.
À l'entrée de l'église se trouve un bénitier reposant sur un dé du sculpteur de la Renaissance Giovanni Antonio Pilacorte. Les armoiries de la municipalité de Pordenone sont gravées sur le dé du récipient contenant l'eau bénite, représentant une porte urbaine ouverte sur les vagues de la mer.

### Première chapelle latérale à droite ou chapelle de la Miséricorde

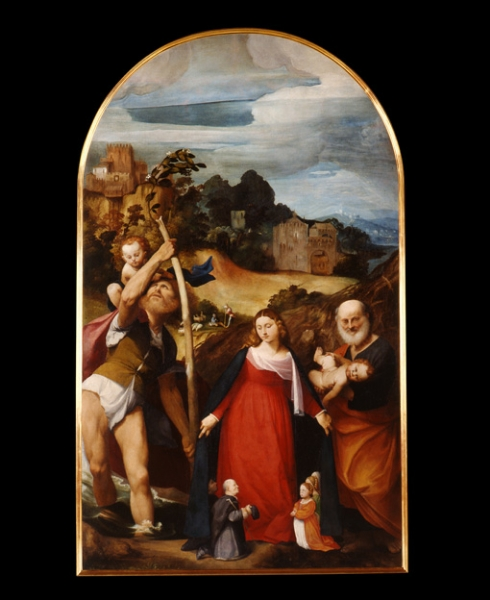
Le Pordenone, retable de la Madone de la Miséricorde.

Sur le premier autel à droite se trouve le retable avec la Madone de la Miséricorde (1515 -1516), une œuvre de Pordenone, toile où l'on note l'influence de Titien et de Sebastiano del Piombo, qu'il interprète avec une certaine « grossièreté ». Pordenone est décrit par Giorgio Vasari « dans un degré d'excellence en peinture, un maître excellent et rapide » et est considéré par l'historien de l'art Vittorio Sgarbi comme « un prophète parce qu'il fut le premier maniériste ante litteram ». Il peint au centre la Vierge qui accueille sous son manteau d'un côté trois figures féminines, probablement l'épouse du testateur Lucia et ses petites-filles Maria et Aloisa, de l'autre Giovanni Francesco da Tiezzo et une autre personne derrière elle, flanquée des saints Christophe et Joseph. Le retable de la Madone de la Miséricorde est l'une des œuvres d'art les plus importantes de la ville de Pordenone. En arrière-plan est représenté un paysage bucolique caractérisé par la présence d'un château massif et d'une porte de ville fortifiée.
L'autel, appelé de saint Joseph ou de la Miséricorde, est l'œuvre de Giovanni Battista Bettini de Portogruaro et date de 1771.

### Deuxième chapelle latérale à droite
Une statue de la Vierge y est installée. Juste avant la chapelle, deux fresques sont attribuées au peintre Stefano Pievano di Sant'Agnese représentant des saints évêques et saint Christophe. De nombreux historiens de l'art voient dans cette dernière fresque une ressemblance particulière avec le compartiment du polyptyque conservé au musée Correr de Venise provenant de l'église San Zaccaria.

### Troisième chapelle latérale à droite
Cette chapelle abrite un tableau de Marcello Fogolino représentant Saint François avec les saints Daniel et Jean Baptiste de 1523. La partie inférieure du tableau du peintre de la Renaissance de Vicence est caractérisée par la représentation des armoiries de la noble famille Fontana et par le dessin des deux petites églises de Pordenone dédiées aux saints Jean Baptiste et Daniel.

### Chapelle Montereale-Mantica
La chapelle a été décorée de fresques par Giovanni Maria Zaffoni, élève de Pordenone et Pomponio Amalteo en 1554-1555. La dernière restauration remonte à 2013 et a été réalisée par le restaurateur et artiste Giancarlo Magri. La chapelle a été érigée par la volonté d'Aloisa Mantica, fille de Gio Daniele et seconde épouse d'Alessandro dei Signori di Spilimbergo. Des scènes sacrées de la vie de la Vierge, avec Anne, Joachim et le Christ, anticipent l'art maniériste. Il semble que les médaillons peints dans la base haute de la chapelle soient l'anticipation du dogme ultérieur de l'Immaculée Conception. La chapelle abrite un sarcophage de 1511 où repose la cliente Aloisa Mantica.

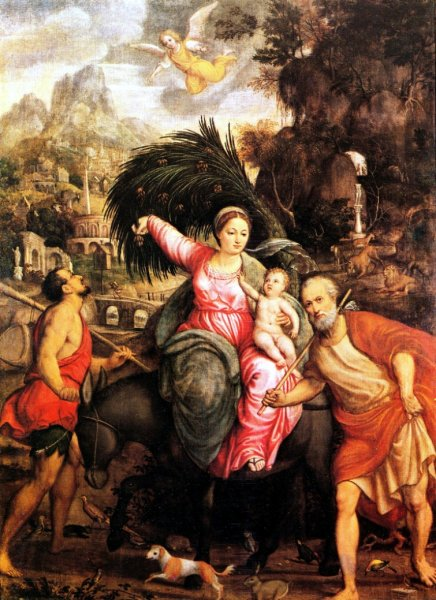
Pomponio Amalteo, Fuite en Égypte.

Des moments des Histoires de la Vierge sont peints à fresque sur les murs de la chapelle :
- la Pentecôte,
- Jésus parmi les docteurs,
- l'Ascension,
- la cène d'Emmaüs,
- la résurrection de Jésus,
- Marie Madeleine,
- l'Assomption,
- la visitation de la Vierge Marie.

Sur les lunettes sont représentés :
- la présentation de Jésus au Temple,
- l'Épiphanie,
- l'adoration des bergers,
- l'Annonciation.

Sur la voûte sont représentés :
- les saints Anne et Joachim,
- la nativité de Marie,
- la présentation de Marie au Temple,
- le mariage de la Vierge.

Le retable représentant la Fuite en Égypte est l'œuvre de Pomponio Amalteo et date de 1565. Le tableau représente l'épisode, raconté dans l'évangile du Pseudo-Matthieu, dans lequel un palmier offre des dattes à Marie et de l'eau jaillit pour étancher sa soif, de la même manière que ce qui est brièvement décrit dans le Coran (Maryam (sourate)). Le peintre de San Vito al Tagliamento trouve dans cette représentation religieuse un prétexte pour peindre un paysage fantaisiste parsemé de fragments de statues, d'obélisques et d'architecture fantastique.

### Pilier droit

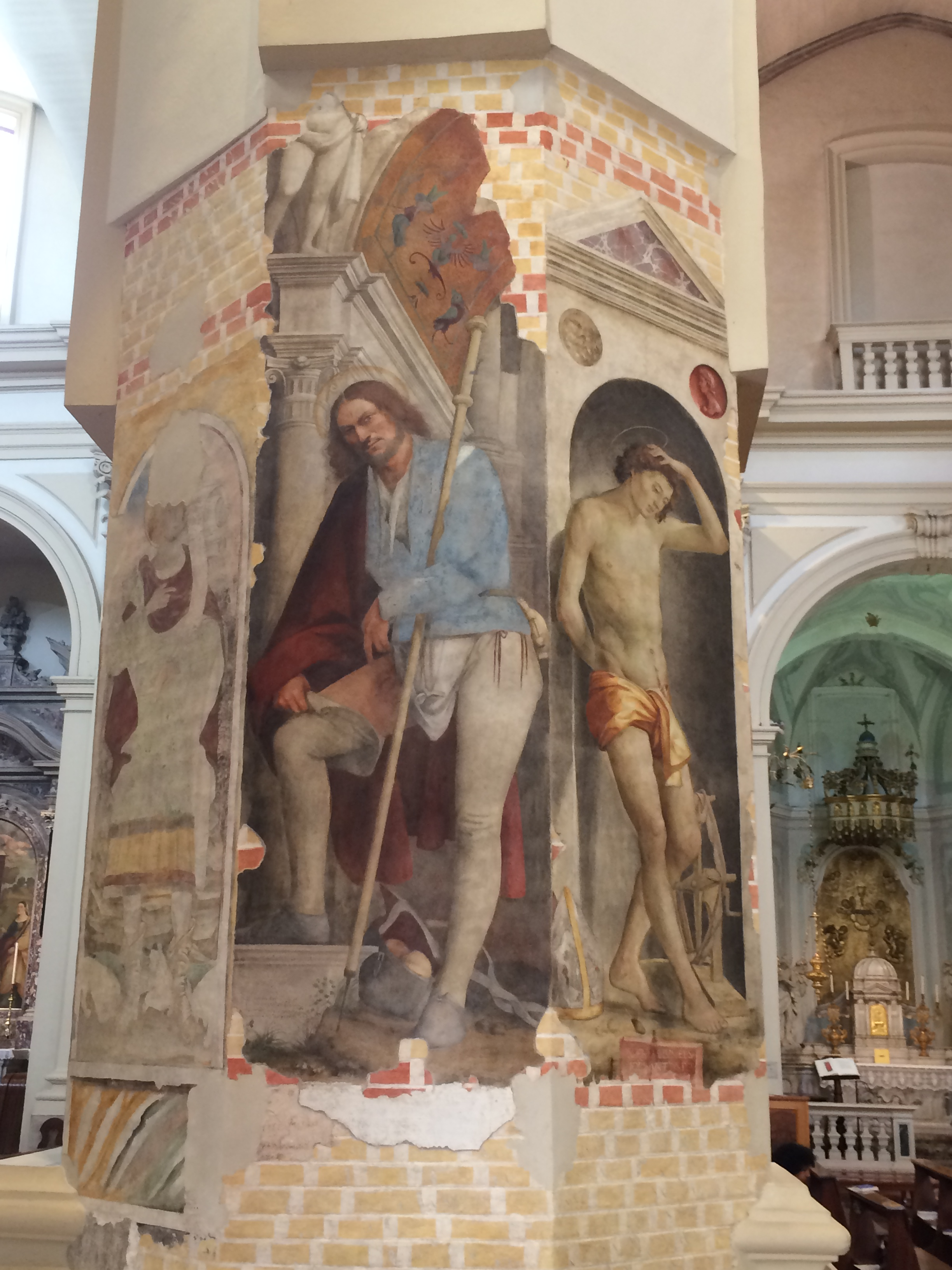
Saint Roch et saint Érasme.

De précieuses fresques datant des XVe et XVIe siècles se trouvent sur le pilier placé devant l'entrée de la chapelle Montereale-Mantica :
- Saint Jean Baptiste,
- Saint François d'Assise stigmatisé,
- Saint Daniel;
- San Roch (1515-1518), également de Pordenone, considéré comme son autoportrait[3],
- Saint Érasme (1512-1514), œuvre de Pordenone,
- Vierge à l'Enfant (avant 1506), également traditionnellement attribuée au même peintre, mais sans supports valables.

### Chapelle des saints Pierre et Paul ou chapelle Ricchieri
La chapelle, également connue sous le nom de chapelle Ricchieri, est située à droite du chœur. La voûte est décorée de fresques avec des symboles des évangélistes, des saints et des anges, tandis que sur les murs figurent des vues de la ville.
La plupart des historiens de l'art font remonter ces fresques à la période 1414-1420 et les attribuent à un proche disciple de Gentile da Fabriano, qui travaille à Brescia à cette époque.
À l'intérieur de la chapelle, la statue en bois du XVIIe siècle de Filippo de Porri Le Christ ressuscité se distingue par sa beauté. On y trouve également deux statues en bois datant du XVIIe siècle (1690-1695), représentant deux anges vêtus d'habits dorés dont on voit le revers vert. Ces deux statues en bois, longtemps entreposées au musée d'art civique de la ville de Pordenone, ont été restituées à la paroisse San Marco en 2015. Deux fresques détachées anonymes sont également visibles sur le mur droit et gauche, représentant respectivement, les Apôtres et saint Georges (1340-1350) et la Vierge en majesté allaitant et saint Marc (v. 1360-1370).

### Chapelle du baptistère
La fresque représentant la Résurrection du Christ date de 1505 et un tapis-icône représente la Vierge à l'Enfant de la Perse centrale. Les fonts baptismaux sont l' œuvre du tailleur de pierre Giovanni Antonio Pilacorte, copies des portes retraçant la vie de saint Jean Baptiste de Pordenone, panneaux à tempera et peinture de 1534 :
- Naissance de saint Jean Baptiste[23],
- Saint Jean Baptiste prêchant dans le désert[24],
- Baptême du Christ[25],
- Le banquet d'Hérode[26].

Les compartiments originaux des fonts baptismaux sont conservés au musée d'art civique de Pordenone.

### Chapelle droite du transept ou chapelle Saint-Nicolas
La chapelle a été décorée de fresques par un peintre anonyme connu comme Maître des histoires de saint Nicolas ou Maestro de la Chapelle Ricchieri, dans la seconde moitié du XVe siècle. La tradition attribue la chapelle à Rodolphe IV d'Autriche : elle fut décorée peut-être grâce à l'apport de la Confrérie des Bateliers qui disposait d'un autel privé. Sur la voûte sont représentés les Pères de l'Église dans la Chaire, tandis que sur les murs figurent des Épisodes de la vie de saint Nicolas. La dernière restauration des fresques remonte aux années 2015 et 2016.
Sur le mur adjacent au chœur, une fresque détachée date de la période 1414-1420 avec Saint Nicolas en chaire, œuvre du même peintre anonyme.
L'autel date de 1753 et est l'œuvre de Giovanni Battista Bettini da Portogruaro, tandis que le retable date de 1773 et a été attribué, avec quelques doutes, à Pietro Feltrin. Un « crucifix en pastilles»date de la fin du XVe siècle.

### Chœur
Le retable de Pordenone et Pomponio Amalteo, en partie caché par le maître-autel avec les deux anges adorateurs (1764) de Torretti (maître du plus célèbre Canova), représentant Saint Marc, dédicataire de l'église, qui consacre Hermagore, évêque d'Aquilée, entouré de l'archidiacre Fortunato et des saints Jean Baptiste, Sébastien, Jérôme et , en armure et à cheval, Georges est l'œuvre majeure du chœur. L'ambon du sculpteur, contemporain et natif de Todi, Fiorenzo Bacci est particulièrement suggestif. 
En août 2015, à la suite d'une réorganisation du chœur, les stalles basses en bois qui l'occupaient, rendant les cérémonies difficiles, ont été déplacées dans la chapelle du Saint-Sacrement, toutes deux datant des années 1700. Les stalles en bois qui y sont présentes sont l'œuvre de Sebastiano Rizzani et datent de 1742.

### Chapelle gauche du transept ou chapelle de saint Augustin
À l'intérieur se trouve une toile de Pietro della Vecchia datant de 1672, autrefois placée dans l'église municipale de San Giorgio. Selon l'iconographie adoptée par les confréries des Cinturati qui étaient également basées à San Giorgio, le sujet est la Vierge en majesté et aux saints Augustin en vêtements épiscopaux et Monique en habit monastique parmi lesquels se trouve un ange portant une crosse et une cuillère, détail qui fait référence à un épisode de la vie du saint évêque d'Hippone. Le retable a subi de nombreuses restaurations au fil du temps dont les plus récentes datent de 1972 et 2014. 
La chapelle abrite deux toiles de peintres anonymes du XVIIe siècle représentant saint Pierre et saint Jacques.

### Chapelle du Saint-Sacrement
C'est une chapelle du XVIIIe siècle avec des stucs et décorations des années 1970 du siècle.

### Pilier gauche

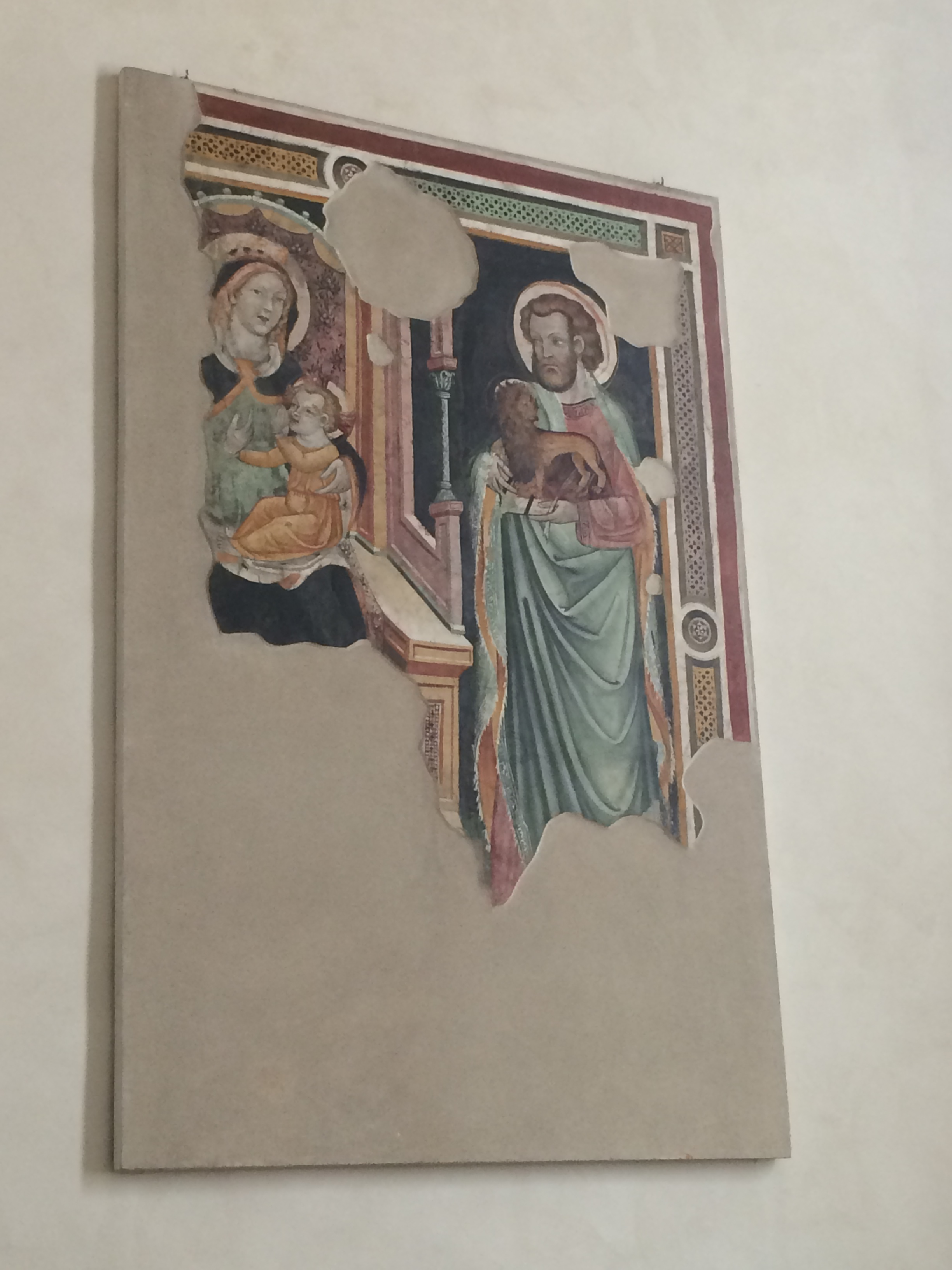
Pilier gauche.

Sur le pilier se trouve une sinopie de Gianfrancesco da Tolmezzo représentant un saint et, du même peintre, une fresque de La Pentecôte. La caractérisation individuelle des personnages (nouveauté Renaissance selon Furlan) ne semble pas ajouter des aspects totalement nouveaux aux physionomies des Apôtres de la petite église Sant'Antonio di Barbeano à Spilimbergo. Il y a aussi une fresque représentant saint François (1375-1400) d'un artiste anonyme.

### Troisième chapelle latérale à gauche
Un tableau de 1523 de Marcello Fogolino représentant la Madone et les saints Blaise et Apolline se trouve dans la chapelle. Selon la plupart des historiens de l'art, dont Furlan, le peintre de Vicence montre, même dans cette œuvre, une propension à insérer des éléments qui font écho à l'antiquité classique.
À côté de la chapelle se trouve la chaire du XVIIIe siècle. Les épisodes représentés sont :
- la parabole du semeur,
- Jésus et la Samaritaine,
- le prophète Moïse avec les tables des dix commandements.

### Deuxième chapelle latérale à gauche
Le Retable de saint Jérôme de Domenico Tintoretto datant de 1594-1595 se trouve dans la chapelle. Dans ce tableau, le saint est représenté à moitié nu et avec le galero cardinal jeté à terre comme symbole de sa renonciation aux honneurs, ainsi que le lion auquel il a enlevé l'épine du pied, un crucifix auquel le saint adresse son adoration, un crâne comme symbole de pénitence et la pierre avec laquelle il se frappe la poitrine. Un jeune ange tenant un rouleau de papier exaltant la vertu de pénitence est représenté au-dessus de la toile.

### Première chapelle latérale à gauche
Le retable du XVIIIe siècle d'Antonio Cavagioni représente saint Vincent Ferrier.

### Orgue
L'orgue est une œuvre très précieuse de Pietro Nachini de 1749 ; il provient de l'église municipale démolie de la Beata Vergine del Rosario où Francesco Comelli l'a pris en 1810 avec la caisse et la cantoria. Il a été agrandi par Giovanni Battista De Lorenzi. La dernière restauration a été réalisée en 2004 par Francesco Zanin. L'organiste titulaire est  Andréa Tomasi.

## Source
- (it) Cet article est partiellement ou en totalité issu de l’article de Wikipédia en italien intitulé « Duomo di Pordenone » (voir la liste des auteurs).